# Tatay János
Kistatai Tatay János (Pölöske, 1789. január 17. – Győr, 1862. január 23.) bölcseleti doktor, győri kanonok és főesperes.

## Élete
A pesti tudományegyetemen végezte a teológiát, itt avatták bölcseleti doktorrá avatták. Fölszenteltetett 1813. augusztus 24-én, 1815-től Szombathelyt teológiát tanított, majd 1820-tól Nagylövőn (Sopron megye) volt plébános. Amikor 1843-ban a Magyar Tudományos Akadémia tagjának ajánlották, ezt jegyezték fel róla: «...ki azon kivül, hogy a Tudományos Gyűjteményben többfélét írt, a Társaság figyelmét pedig leginkább az által érdemli meg, mivel a régi nyelvemlékek és pénzek gyűjteményét bőven szaporította.» 1851-ben győri apát-kanonok és főesperes, valamint a szeminárium rektora lett, majd 1858-ben széplaki címzetes apát. Nyelvemlékeket és pénzeket gyűjtött, könyvtára 500 kötetre rúgott, levelezésben állt Dukai Takách Judittal, Berzsenyi Dániellel, Döbrentei Gáborral és Kazinczy Ferenccel.

## Munkái
- Nagyt. Dréta Antal urhoz a zirczi apátság n. é. előljárójához a hazai literatura hathatós maecenásához Antal napján 1812. Buda. (Költemény).
- A magyarok első királya szent István emléke. Egyházi beszédben megujitva. Kis-Aszszony hava 25. 1839. Bécsben. Bécs, 1839.
- Halotti beszéd... Balassa Gábor szombathelyi püspök... emlékezetére 1851. Mindszent hava 1. Szombathely, 1851.